# Груши Бель-Элен
Груши Бель-Элен (Груши Елены Прекрасной; фр. Poire Belle-Hélène) — традиционный десерт французской кухни.

## История и описание
Для французской кухни характерно использование груш при приготовлении десертов. Для этой цели груши обычно целиком (без кожуры) отвариваются в сахарном сиропе или в вине, как груши по-божолезски. Подготовленные таким образом груши используются при создании более сложных блюд.
17 декабря 1864 года в Париже в театре Варьете (фр.) состоялась премьера оперетты «Елена Прекрасная» (фр.) композитора Жака Оффенбаха. Популярность оперетты в год премьеры была колоссальной, она вошла в моду, и парижские рестораны наперебой стали предлагать клиентам различные новые блюда под названием «Бель-Элен».
Из всех этих блюд сумел закрепиться во французской кухне десерт из груш, авторство которого приписывается Огюсту Эскофье, одному из создателей современной высокой кухни. Однако более поздние исследования показали, что в 1864 году Эскофье работал поваром в Ницце и только в 1865 году приехал в Париж. Поэтому не исключено, что Эскофье  позднее переработал и популяризовал рецепт десерта, который ранее был создан другим кулинаром.
Десерт представляет собой груши (как правило, сорта Вильямс), сваренные в сиропе, а затем украшенные значительным количеством ванильного мороженого и политые сверху густым шоколадным соусом. Иногда десерт посыпается сверху миндальными лепестками. В оригинальных рецептах все ингредиенты для десерта (груши, соус и даже мороженое) вручную приготавливались поваром. Однако сегодня, в домашних вариантах, нередко используются груши из консервированного компота, шоколадный топпинг из супермаркета и мороженое оттуда же.